# Saint-Quentin-le-Petit
För andra betydelser, se Saint-Quentin (olika betydelser).
Saint-Quentin-le-Petit är en kommun i departementet Ardennes i regionen Grand Est (tidigare regionen Champagne-Ardenne) i nordöstra Frankrike. Kommunen ligger  i kantonen Château-Porcien som ligger i arrondissementet Rethel. År 2022 hade Saint-Quentin-le-Petit 124 invånare.

## Befolkningsutveckling
Antalet invånare i kommunen Saint-Quentin-le-Petit
Referens: INSEE